# Евандер Холіфілд
Евандер Холіфілд (англ. Evander Holyfield; 19 жовтня 1962; Атмор, Алабама) — американський боксер-професіонал, багаторазовий чемпіон світу в важкій і першій важкій категоріях (організацій WBA, WBC, IBF), бронзовий призер Олімпійських ігор в Лос-Анджелесі в 1984 році. Єдиний боксер, що виграв 4 рази пояс чемпіона світу у важкій ваговій категорії. Загалом переміг 9 бійців за титул чемпіона світу у важкій вазі та 5 бійців за титул чемпіона світу у першій важкій вазі. 14 разів BoxRec ставив Холіфілда в десятку найкращих важковаговиків світу за підсумком року, в тому числі на перше місце — в 1990, 1991 та 1996 роках. Також BoxRec поставив його на перше місце серед бійців першої важкої ваги за підсумком 1985, 1986 та 1987.

## Любительська кар'єра
Влітку 1964 року наймолодший з дев'яти дітей Холіфілд і його сім'я переїхали до Атланти. Він захопився боксом у віці 12 років і виграв турнір з боксу Бойс Клаб. У 13 років він кваліфікувався для участі в його перших Олімпійських молодіжних іграх Junior. У віці 15 років став чемпіоном Південно-Східного Регіону, вигравши цей турнір і отримавши нагороду найкращого боксера. До 1984 року він досяг 160 перемог з 76 нокаутами і зазнав лише 14 поразок.
Коли йому було 20 років, Евандер представляв США на Панамериканських іграх у Каракасі, Венесуела, де виборов срібну медаль після програшу кубинському чемпіону світу Пабло Ромеро.
1984 року здобув бронзову медаль Олімпійських ігор в напівважкій вазі.
Цього ж року завоював національну нагороду - Золоті рукавички.

## Професійна кар'єра
Професійну карє'ру почав у листопаді 1984 року у першій важкій вазі. У 1986 році в 15-раундовому бою став чемпіоном світу за версією WBA в першій важкій вазі, перемігши за рішенням суддів Дуайта Мухаммеда Каві.
У 1987 році захистив свій титул у бою з Генрі Тіллманом. У тому ж році переміг також Рікі Паркі і став чемпіоном за версією IBF. У серпні 1987 року захистив титули у бою з Оссі Окасіо.
В грудні 1987 року більш переконливо переміг Дуайта Мухаммеда Каві, цього разу нокаутом у 4-му раунді.
У 1988 році завершив об'єднання титулів, перемігши Карлоса Де Леона. Евандер Холіфілд став першим абсолютним чемпіоном у першій важкій вазі (WBC, WBA, IBF).
Після цього боксер вирішив піднятися у важку вагу з результатом 18 перемоги та 0 поразок у першій ваговій категорії.
16 липня 1988 року переміг Джеймса Тілліса у своєму першому бою у важкій ваговій категорії.
Після шести перемог отримав шанс поборотися за звання чемпіона світу у важкій ваговій категорії одразу трьох федерацій - WBC, WBA, IBF. Його суперником був Джеймс Бастер Дуглас. 25 жовтня 1990 року Холіфілд нокаутував Бастера у третьому раунді.
Домінування Евандера у важкій категорії тривало до 11 листопада 1992 року, коли Ріддік Боуї відібрав у нього пояси за очками. Через рік 6 листопада 1993 року, програвши рішенням більшості суддів, Ріддік був змушений повернути Холіфілду пояси WBA та IBF (Ріддік Боуї раніше відмовився від пояса WBC). Холіфілд повернувся на трон лише на короткий час - програв вже свій перший захист титулів Майклу Муреру.
4 листопада 1995 року відбувся третій бій з Боуї. Евандер у цьому бою перемагав і йому вдалося надіслати Ріддіка на настил (перший раз у кар'єрі Ріддіка), проте у 8 раунді в ході обміну Холіфілд отримав потужний удар від Ріддіка, в результаті якого опинився в технічному нокауті. Евандер зазнав третьої поразки, і здавалося, що його кар'єра підходить до кінця. 
Однак 9 листопада 1996 він отримав шанс поборотися за пояс WBA. Його суперником був Майк Тайсон. Експерти вважали, що Залізний Майк рознесе Холіфілда. Однак в 11 раунді рефері мусив зупинити бій і оголосити переможцем Евандера.
28 червня 1997 відбувся бій-реванш. Майк Тайсон не мав уявлення як боротися з Холіфілдом і програвав за очками. У третьому раунді у відповідь на неодноразові удари головою відкусив Холіфілду шматок вуха. Бій закінчився перемогою Евандера після дискваліфікації Майка.
У наступному поєдинку Холіфілд здолав колишнього свого переможця - Майкла Мурера, вигравши цього разу пояс IBF.
13 червня 1999 в об'єднавчому бою за пояси WBC, WBA і IBF між Евандером Холіфілдом і Ленноксом Льюїсом судді присудили нічию, хоча Льюїс домінував в бою. Було організовано бій-реванш. Цього разу Холіфілд бився набагато краще, але було зрозуміло, що молодший Льюїс має перевагу. На думку багатьох експертів Холіфілд був кращим, але судді присудили перемогу Ленноксу Льюїсу.
У наступному поєдинку Холіфілд виграв вакантний пояс WBA з Джоном Руїзом, але втратив його у реваншу.
10 квітня 2010 року у Лас-Вегасі здобув пояс WBF у бою з Франсуа Бота.
Кар'єру завершив 7 травня 2011 року черговою перемогою.